# Michael Zetterer
Michael Zetterer (Munique, 12 de julho de 1995) é um futebolista alemão que atua como goleiro. Atualmente, defende o Eintracht Frankfurt.

## Carreira
Michael Zetterer começou a carreira no SpVgg Unterhaching.